# Bruce & Bongo
Bruce & Bongo war ein britisches Popduo, das mit der Single Geil im April 1986 Platz 1 der deutschen und der österreichischen Singlecharts erreichte.

## Leben
Hinter Bruce und Bongo stecken Bruce Hammond Earlam (* 13. Januar 1955) und Douglas Wilgrove (* 19. März 1955). Beide waren als Soldaten der British Army in Deutschland stationiert und wurden beim Erlernen der deutschen Sprache mit den vielfältigen Verwendungen des Wortes „geil“ konfrontiert. Dadurch kamen sie auf die Idee, ein Dance-Lied mit der inflationären Verwendung des Wortes aufzunehmen. Als geil werden unter anderem Disc-Jockeys, Affen und Boris Becker besungen, der zu dieser Zeit seinen ersten Erfolg in Wimbledon feierte. Am Ende bezeichnen sich die Interpreten selbst als geil.
Das Lied galt bei seiner Veröffentlichung bei einem größeren Bevölkerungsteil als anstößig. So spielten der Bayerische Rundfunk und einige Fernsehstationen die Single nicht, weil der Text zu obszön klang. Auch Thomas Gottschalk, damals beim Radio tätig, lud die Künstler aus diesem Grund wieder von einem Termin aus.
Bruce & Bongo bedienen sich bei dem Lied früher Sampletechniken. Die Melodie des Refrains (vgl. auch den Refrain des im Vorjahr erschienenen Falco-Hits Rock Me Amadeus) basiert auf einem Trompetenruf der Britischen Armee, ein Keyboard-Riff ähnelt einer Volkslied-Melodie. Der Titel war enthalten auf ihrem Album The Geil Album, das sich über 500.000 mal verkaufte. Willem brachte kurzfristig eine deutsche Coverversion des Lieds auf den Markt. Das Label ZYX Records veröffentlichte gleich zwei Coverversionen: eine 1:1 nachgespielte Fassung von Paul Mc Douglas (produziert von Tess) sowie eine Parodie mit dem Titel Doof des Interpreten Moos aufs Konto (einer Künstlerinitiative aus Mönchengladbach, bestehend aus Günther Seidel und Thomas Mentsches), wobei Seidel das Wort „geil“ in seinem Text gegen ein anderes Four-Letter-Word, nämlich „doof“, austauschte. Sinn und Zweck war darzustellen, wie einfach es zu dieser Zeit war, durch den bloßen Gebrauch eines Reizwortes einen Hit zu produzieren. Dementsprechend hieß die B-Seite der Coverversion Der Weg zum Millionenhit – eine Gebrauchsanweisung.
Auch auf ihrer Nachfolgesingle verfolgten Bruce & Bongo das Konzept einfach gestrickter Spaßnummern. Heigh-Ho (Whistle While You Work) war eine Coverversion von Frank Churchills Zwergenlied aus dem Walt-Disney-Film Schneewittchen und die sieben Zwerge (1937). Die Single erreichte knapp die Top 30 der deutschen Singlecharts. 1987 nahmen sie zusammen mit Klaus und Klaus den Titel Holidays Are Here Again auf.
1998 veröffentlichten Bruce & Bongo zusammen mit dem britischen Rapper Tony T. noch einmal einen Remix ihrer Hitsingle, jedoch ohne nennenswerten Erfolg.
Die Melodie der Single Geil wurde im Jahr 2003 für einen Werbespot der „Geiz-ist-geil-Aktion“ der Elektronikhandelskette Saturn verwendet.
2006 produzierte Earlam mit dem Berliner Duo Soul Control zur WM 2006 eine Fußball-Version, welche sich auf Platz 93 der Charts platzieren konnte.
Weil das Duo heute nur noch mit dem Titel Geil verbunden wird, gilt es als One-Hit-Wonder.

## Diskografie

### Alben
- 1986: The Geil Album (Geil Records, TELDEC)
- 1993: The Geil Album (Castle Communications; Neuauflage)
- 2016: Geil: 1986–2016 – 30 Jahre! (Originalversion und 11 Remixe von Geil)

### Singles
- 1986: Geil
- 1986: Hi Ho (Heigh Ho – Whistle While You Work)
- 1986: French Foreign Legion
- 1987: The Best Disco (In the World) / The Best DJ (In the World)
- 1987: Holidays Are Here Again (Klaus & Klaus und Bruce & Bongo)
- 1992: We Ain’t Back
- 1998: Geil (Bruce & Bongo vs. Tony T)
- 2016: Geil – The 30 Years Jubilee Version